# Shunsuke Kazama
Shunsuke Kazama (風間俊介?, Kazama Shunsuke; Tokyo, 17 giugno 1983) è un attore e doppiatore giapponese, lavora sotto l'agenzia Johnny & Associates.
Inizia la sua carriera nel 1997 in qualità di tarento e come membro dei Johnny's Jr. entra a far parte del gruppo Four Tops assieme a Tōma Ikuta; ha partecipato nel tempo a molti dorama in qualità di personaggio principale. 
Conosciuto anche per aver prestato la voce al personaggio di Yugi Mutō nel doppiaggio originale della serie animata Yu-Gi-Oh!.
All'inizio di maggio 2013 ha sposato un'impiegata di 35 anni.

## Filmografia
- Boku no ita jikan (2014)
- Kyumei Byoto 24 Ji 5 (Fuji TV, 2013)
- Saiaku no Sotsugyoushiki (NTV, 2013)
- Jun to Ai (NHK, 2012)
- Chūgakusei Nikki (NHK, 2011-2012)
- Yokai Ningen Bem (serie televisiva) (NTV, 2011, ep2)
- Soredemo, Ikite Yuku (Fuji TV, 2011)
- LADY~Saigo no Hanzai Profile~ (TBS, 2011, ep9)
- Konkatsu! (Fuji TV, 2009)
- Koshonin SP (TV Asahi, 2009)
- Sugata Sanshiro (film) (TV Tokyo, 2007)
- Akihabara@Deep (TBS, 2006)
- Yankee Bokou ni Kaeru Special (TBS, 2005)
- Yonaoshi Jyunan! Ninjouken (TV Asahi, 2005)
- Gekidan Engimono Nemureru Mori no Shitai as Osanai (Fuji TV, 2005)
- Taikoki (Fuji TV, 2003)
- Engimono ~ America (Fuji TV, 2002)
- Sekai de Ichiban Atsui Natsu (TBS, 2001)
- Shounen wa Tori ni Natta as Koiichi (TBS, 2001)
- San nen B-gumi Kinpachi-sensei 5 (TBS, 1999)
- Nemureru Mori (Fuji TV, 1998)

### Cinema
- Maebashi visual kei (2011)
- Ningyo Helper ~ ~ Beautiful World (2012)
- Suzuki Sensei - Film (2013)
- Petal Dance (2013)